# Bipartivalva aquilana
Bipartivalva aquilana är en fjärilsart som beskrevs av Kuznetsov 1988. Bipartivalva aquilana ingår i släktet Bipartivalva och familjen vecklare. Inga underarter finns listade i Catalogue of Life.